# 音羽一憲
音羽一憲 (おとわ かずのり、1984年2月11日生 - ) は、吉本新喜劇に所属する芸人・俳優である。

## 経歴・人物
2006年9月の金の卵オーディションに合格し、吉本新喜劇に加入した。
趣味はサッカー観戦。